# Agabus godmanni
Agabus godmanni är en skalbaggsart som beskrevs av George Robert Crotch 1867. Agabus godmanni ingår i släktet Agabus och familjen dykare. Inga underarter finns listade i Catalogue of Life.

## Bildgalleri

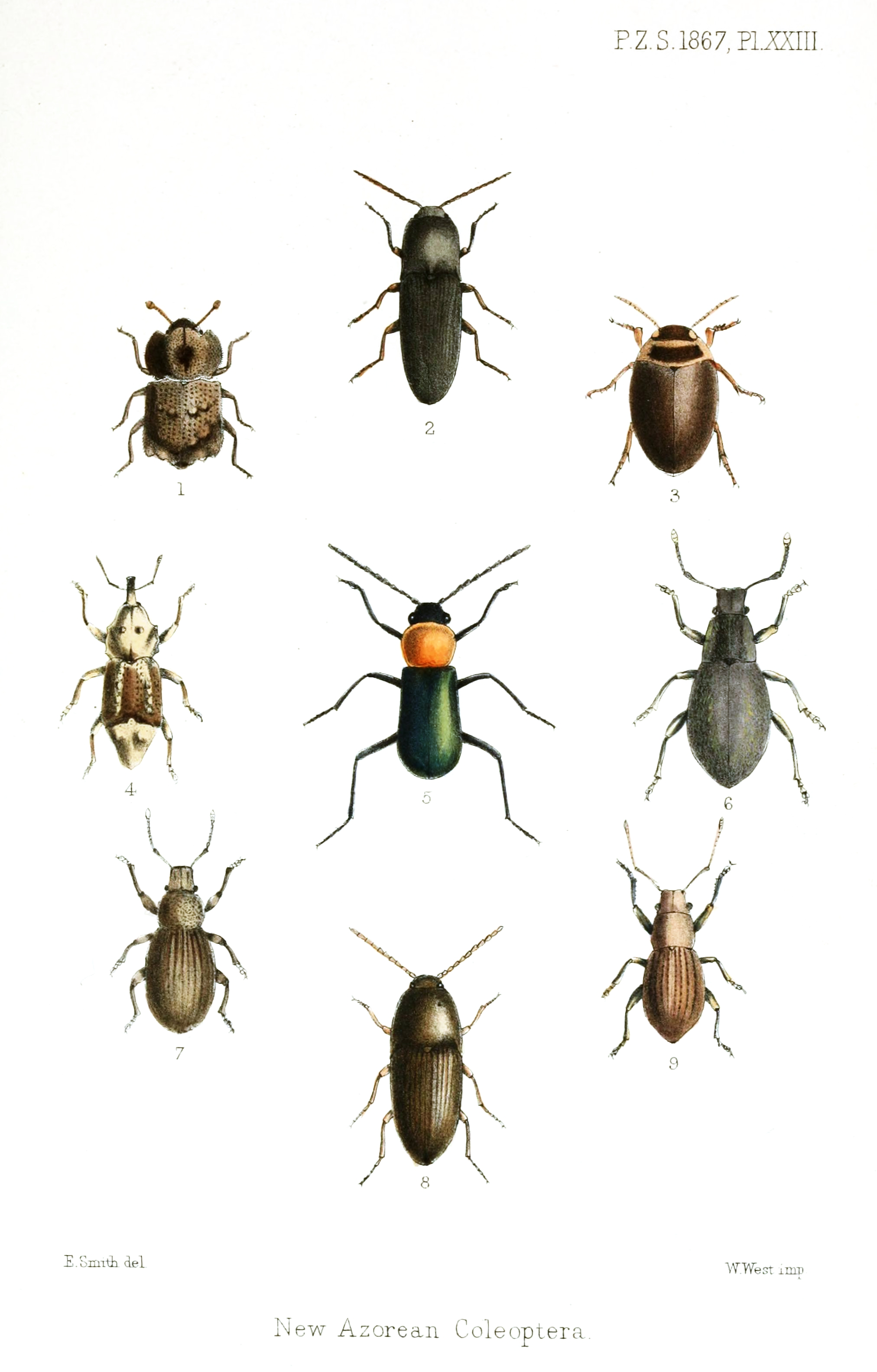